# 레미디 엔터테인먼트
레미디 엔터테인먼트(Remedy Entertainment)는 1995년에 설립되어 핀란드 에스포에 기반을 두고 있는 컴퓨터·비디오 게임 개발사이다. 잠입수사에 뛰어든 뉴욕 경찰 맥스 페인의 이야기를 그린 맥스 페인을 개발한 게임 회사로 알려져 있다. 영화와 같은 진행과 줄거리, 영화와 같은 진행과 줄거리, 그리고 블릿 타임의 요소를 포함한 필름 누아르 스타일의 3인칭 슈팅 게임인 맥스 페인 시리즈를 위해 자체적으로 개발한 엔진 Max-FX는 벤치마크 프로그램 전문 회사인 퓨처마크사의 벤치마크 프로그램인 3D마크에 채용되기도 하였다.

## 제작한 게임
- 데스 랠리 - PC (1996년)
- 맥스 페인 - PC, 맥 OS, 플레이스테이션 2, 엑스박스, 게임보이 어드밴스 (2001년)
- 맥스 페인 2: 더 폴 오브 맥스 페인 - PC, 플레이스테이션 2, 엑스박스 (2003년)
- 앨런 웨이크 - 엑스박스 360 (2010년)
- 퀀텀 브레이크 - 엑스박스 원, PC(윈도우10)(스팀) (2016년)